# Leung Hung Tak
Leung Hung Tak (nascido em 17 de outubro de 1963) é um ex-ciclista de estrada honconguês.
Leung participou de duas edições dos Jogos Olímpicos, em Los Angeles 1984 e em Seul 1988, obtendo melhor resultado em 1984 ao terminar em 19.º nos 100 km contrarrelógio por equipes. Ainda em 1984, também participou na prova de estrada, mas não conseguiu terminar a corrida.